# Méthode de Fizeau
 (avril 2024).
Si vous disposez d'ouvrages ou d'articles de référence ou si vous connaissez des sites web de qualité traitant du thème abordé ici, merci de compléter l'article en donnant les références utiles à sa vérifiabilité et en les liant à la section « Notes et références ».
La méthode de Fizeau est un moyen de mesurer la distance angulaire entre deux étoiles grâce à un interféromètre de Young.
Comme toutes les expériences faisant intervenir les interférences, elle fait appel à l'aspect ondulatoire de la lumière.

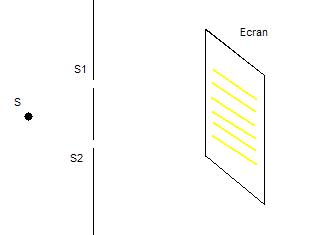
Schéma de principe des fentes de Young.

Ici, on a deux sources lumineuses, les deux étoiles, qui ne sont pas cohérentes entre elles. L'absence de cohérence implique qu'il ne pourra pas y avoir d'interférences entre la lumière émise par l'une et la lumière émise par l'autre.
Pour simplifier, on placera l'étoile 1 sur l'axe optique (l'axe de symétrie du système) et l'on mesurera la distance entre le centre des figures d'interférences de l'étoile 1 (ici l'axe optique) et le centre des figures d'interférences de l'étoile 2. 
On peut ainsi accéder à l'écart angulaire (et éventuellement la distance) entre les étoiles par la position entre ces deux centres.